# Monika Schindler
Pour les articles homonymes, voir Schindler.
Monika Schindler, née le 12 janvier 1938 à Berlin (Allemagne), est une monteuse allemande, l'un des maîtres du montage parmi les plus renommés du studio d'État de la République démocratique allemande, la Deutsche Film AG  (DEFA).
Elle a travaillé avec des réalisateurs de chez DEFA tels que Roland Gräf, Herrmann Zschoche et Günter Reisch et a poursuivi sa carrière en collaboration avec les réalisateurs Andreas Dresen et Winfried Bonengel. Le 28 avril 2017, elle est le premier monteur à recevoir le « prix honorifique pour services exceptionnels au film allemand » lors de la remise du prix du film allemand (Deutscher Filmpreis).

## Filmographie

### Au cinéma
- 1963 : Das Stacheltier - Paris sur glâce : Im Friedrichstadt-Palast Berlin
- 1965 : Tiefe Furchen
- 1967 : A Lord of Alexander Square
- 1967 : Les Païens de Kummerow (Die Heiden von Kummerow und ihre lustigen Streiche)
- 1969 : Hans Beimler, Kamerad
- 1969 : Krupp und Krause
- 1969 : Chemins vers Lénine (Unterwegs zu Lenin) de Günter Reisch
- 1970 : Junge Frau von 1914
- 1971 : Mein lieber Robinson
- 1972 : Tecumseh
- 1972 : Trotz alledem!
- 1973 : Aus dem Leben eines Taugenichts
- 1975 : Un banquet pour Achille (Bankett für Achilles)
- 1976 : Hostess
- 1976 : Nelken in Aspik
- 1977 : La Fuite (Die Flucht)
- 1977 : Trampen nach Norden
- 1978 : Severino
- 1979 : Feuer unter Deck
- 1979 : P.S.
- 1980 : Die Schmuggler von Rajgrod
- 1980 : Glück im Hinterhaus
- 1981 : Bürgschaft für ein Jahr
- 1981 : Der Spiegel des großen Magus
- 1982 : Das Mädchen und der Junge
- 1982 : Märkische Forschungen
- 1983 : Fariaho
- 1983 : Zauber um Zinnober
- 1984 : Und nächstes Jahr am Balaton
- 1985 : Es steht der Wald so schweigend
- 1985 : Hälfte des Lebens
- 1986 : La Maison du fleuve (Das Haus am Fluß)
- 1986 : Wie die Alten sungen...
- 1987 : Die Alleinseglerin
- 1988 : Fallada - letztes Kapitel
- 1989 : Grüne Hochzeit
- 1990 : Forbidden Love
- 1990 : Im Durchgang - Protokoll für das Gedächtnis
- 1990 : Wenn du groß bist, lieber Adam
- 1991 : Das Mädchen aus dem Fahrstuhl
- 1991 : Le Joueur de tango (Der Tangospieler)
- 1991 : Stein
- 1992 : Apple Trees
- 1992 : Le Mystère de la salle d'ambre jaune (Die Spur des Bernsteinzimmers) de Roland Gräf
- 1993 : Der olympische Sommer
- 1995 : Jetzt leben - Juden in Berlin
- 1995 : Matulla und Busch
- 1997 : Einschub in den Bericht des Politbüros
- 1997 : Friedrich und der verzauberte Einbrecher
- 1997 : My Heart Is Mine Alone
- 1997 : Police 110 (Polizeiruf 110)
- 1998 : Mère Ubu
- 1999 : Die Braut
- 1999 : Hans Warns - Mein 20. Jahrhundert
- 1999 : Rencontres nocturnes
- 2000 : L'Inspectrice de police
- 2000 : Verzweiflung
- 2000 : Zone M
- 2001 : Die Erpressung - Ein teuflischer Pakt
- 2002 : Les Enfants de la colère
- 2002 : Madrid
- 2002 : Messerscharf - Tödliche Wege der Liebe
- 2002 : Storno
- 2002 : Wilde Mädchen - Wer küsst Paul ?
- 2003 : Die Farbe der Seele
- 2003 : NeuFundLand
- 2003 : Tal der Ahnungslosen (« Vallée des Ignorants »)
- 2003 : Zutaten für Träume
- 2004 : Nächsten Sommer
- 2004 : Une île en héritage
- 2005 : Die Hitlerkantate
- 2005 : Drei gegen Troja
- 2005 : Un enfant pour deux
- 2005 : Zeppelin! (de)
- 2006 : La Clinique du cœur
- 2006 : Wenn plötzlich alles anders ist - Diagnose : Gelähmt
- 2007 : Meer is nich
- 2008 : Es geht um alles
- 2008 : En toute amitié (In aller Freundschaft)
- 2008 : Was wenn der Tod uns scheidet ?
- 2009 : T'en fais pas
- 2010 : Heute war damals Zukunft
- 2010 : Tatort
- 2011 : Brot
- 2011 : Double jeu
- 2011 : Sohnemänner
- 2012 : Sans raison aucune
- 2012 : Sushi in Suhl
- 2013 : Alphabet
- 2013 : Die goldene Gans
- 2013 : Freier Fall
- 2013 : Mein Kampf mit Hitler - 'Machtergreifung' 1933
- 2014 : Für immer
- 2016 : Dimitrios Schulze
- 2016 : Im Zweifel
- 2016 : My Brothers and Sisters in the North
- 2017 : Fremde Tochter
- 2017 : Real Fight
- 2017 : Toter Winkel (de)

## Récompenses et distinctions
- (en) Monika Schindler: Awards, sur l'Internet Movie Database